# 리틀 그린 맨

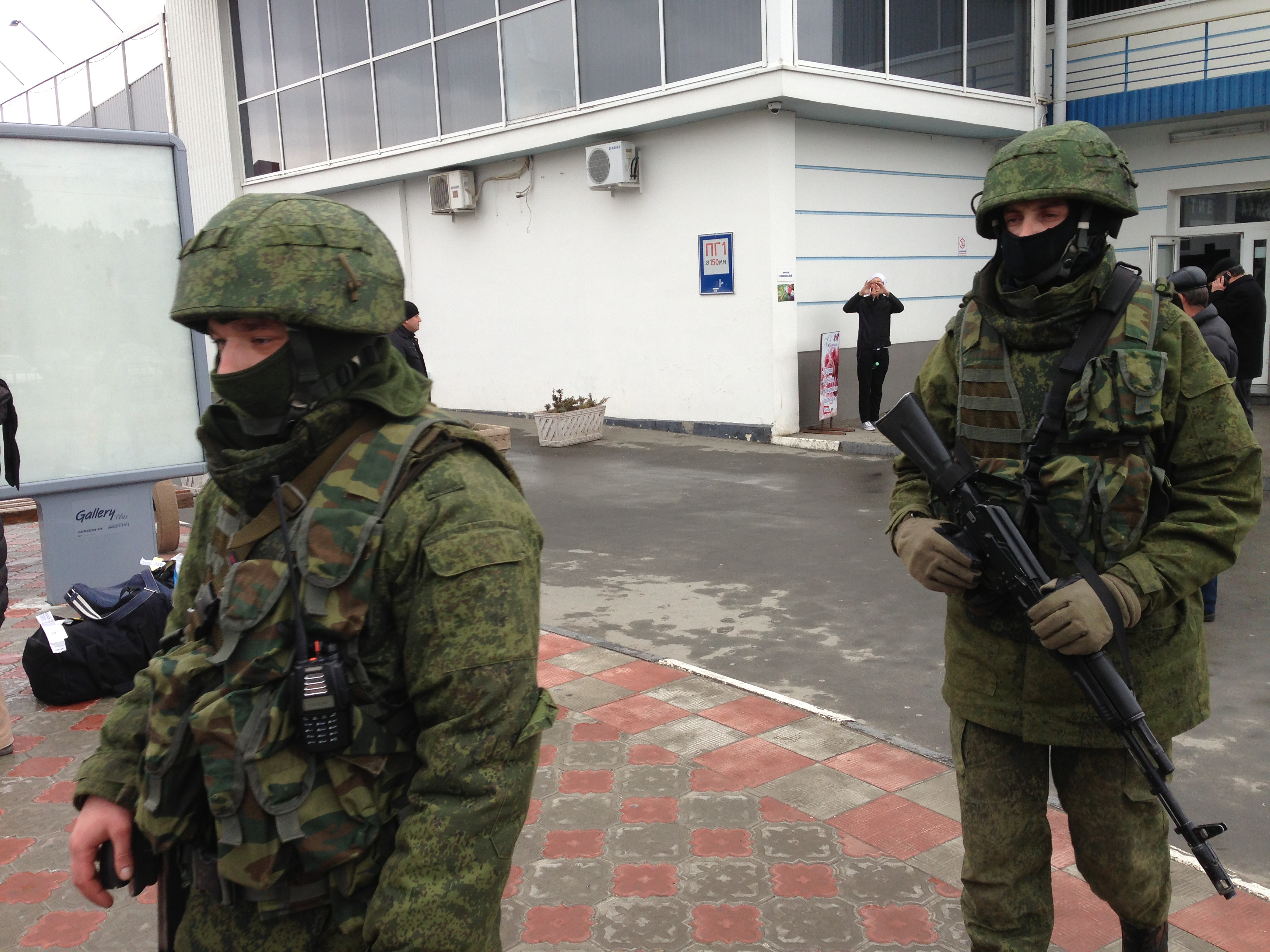
심페로폴 국제공항에서의 리틀 그린 맨(2014년 2월 28일 촬영)

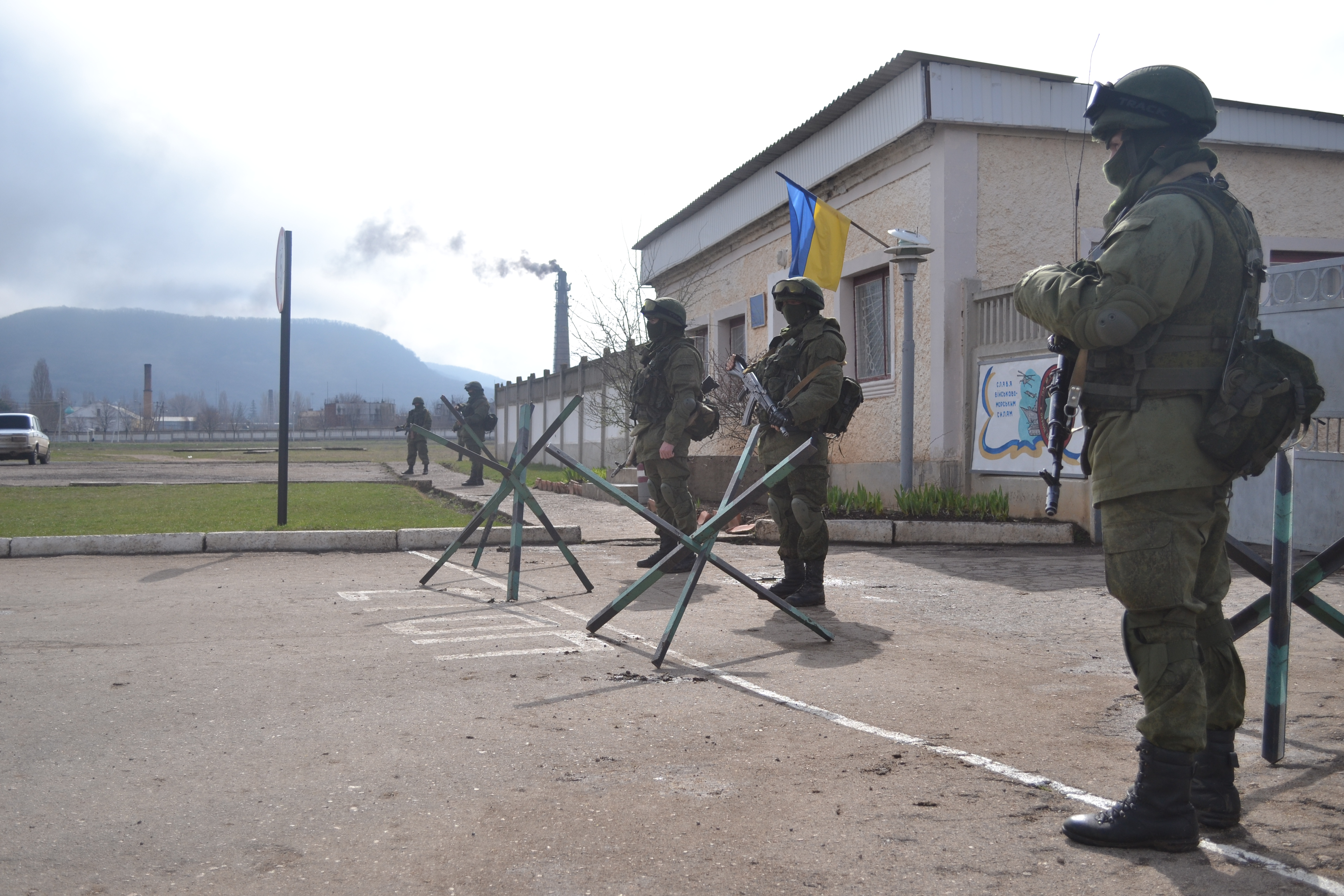
AK-74로 무장한 채 심페로폴에서 남쪽으로 25km 떨어진 페레발네의 군부대를 에워싼 리틀 그린 맨(2014년 3월 9일 촬영)

리틀 그린 멘(Little green men, 러시아어: зелёные человечки, 우크라이나어: зелені чоловічки)은 2014년 러시아-우크라이나 전쟁 때 표식이 없는 녹색 군복을 입고 복면을 쓴 채로 등장한 러시아군 무장 군인들을 일컫는 표현이다.
리틀 그린 멘이라는 표현은 2014년 2월 말과 3월, 러시아의 크림반도 점령 시기에 처음 등장했다. 이때 리틀 그린 멘은 심페로폴 국제공항, 크림반도의 군부대 대부분, 심페로폴 의회를 봉쇄했다. 해당 용어는 또한 돈바스 전쟁 동안의 러시아군을 일컬을 때도 쓰인다.
러시아 매체는 리틀 그린 멘을 '정직한 사람'(вежливые люди)들이라며 거짓 선전했다.
러시아 연방 정부는 리틀 그린 멘이 러시아군임을 부정했지만 2014년 4월 17일 블라디미르 푸틴은 러시아군의 존재를 결국 인정했다. 더 나아가 러시아 국영 매체를 포함한 수많은 출처들은 리틀 그린 멘이 특수부대와 다른 스페츠나츠 GRU 부대들을 포함한 존재임을 확인했다. 리틀 그린 멘에는 러시아 공수군(VDV) 소속 제45근위스페츠나츠여단의 낙하산 부대원, 바그너 그룹 계약병도 있는 것으로 추정된다. 리틀 그린 멘이 러시아 연방 정부의 명령에 따라 행동하는 자들이라는 점은 부인됐었지만 그들이 러시아 국적임은 부인되지 않았다. 도네츠크 인민공화국 총리 알렉산드르 보로다이는 러시아 시민 5만 명이 2015년 8월까지 돈바스에서 전투를 벌였다고 밝히고, 정부가 공식적으로 파병한 게 아니라는 주장을 여전히 펼치면서도, 그들이 러시아의 다른 전쟁 베테랑이랑 같은 혜택을 받아야 한다고 주장했다.

## 무기와 장비 분석
2014년 3월 핀란드 잡지 수오멘 소틸라스(핀란드의 군인이라는 뜻)는 리틀 그린 멘의 사진에 드러난 무기와 장비를 분석하면서 러시아군에만 지급되는 수많은 장비들을 열거했는데 이는 다음과 같다.
- 신형 EMR 위장 전투복
- 신형 6Sh112 혹은 6Sh117 전술 조끼
- 신형 6B27, 6B7-1M 헬멧
- 신형 7.62mm PKP 기관총
- 6B26 헬멧 (러시아 공수군만 사용)
- 6Sh92-5 전술 조끼 (러시아 공수군만 사용)
- Gorka-3 전투복 (러시아 특수부대 및 산악부대만 사용)
- 스메르시 AK/VOG 전술 조끼 (러시아 특수부대만 사용)

해당 기사에서는 해당 부대가 높은 확률로 모스크바주 오딘초프스키라이온 쿠빈카에 주둔하는 제45근위스페츠나츠여단이라는 결론을 내렸다.

## 같이 보기
- 마스키로프카